# درام بویل
درام بویل (انگلیسی: Dermot Boyle; ۲ اکتبر ۱۹۰۴ – ۵ مهٔ ۱۹۹۳) فرد نظامی اهل بریتانیا بود. وی همچنین برندهٔ جوایزی همچون صلیب نیروی هوایی شده‌است.